# Tanoshii – Das Anime- und MangaVerse
Tanoshii – Das Anime- und MangaVerse ist eine seit 2024 wöchentlich erscheinende Battle-Quizshow im KiKA. In der Show treten zwei Teams in unterschiedlichen Disziplinen zu den Themen Anime und Manga gegeneinander an. Die Quizshow wird von Nino Kerl moderiert und wird auf YouTube, im KiKA sowie in der ZDFmediathek ausgestrahlt.
Neben der Fernsehsendung veröffentlicht Tanoshii redaktionelle Inhalte rund um Anime und Manga auf TikTok und YouTube Shorts.

## Produktion
Die Sendung ist eine Produktion der FLOW media GmbH und wird in Hamburg produziert. Sie wird gemeinsam mit dem ZDF realisiert.

## Ablauf der Sendung
Die Battle-Quizshow wird in fünf Runden mit verschiedenen Mechaniken gespielt. In vier Runden erspielen sich die Teams Energiepunkte, die eine Lebensleiste für die finale Schnellraterunde bilden. Durch das richtige Beantworten von Fragen im Finale können die Teams dem jeweils anderem Team einen Lebenspunkt abziehen. Das Team, welches als erstes keine Energiepunkte mehr besitzt, verliert das Finale. In jeder Episode gibt es außerdem zwei Einspieler, die sich redaktionell mit unterschiedlichen Themen aus dem Anime- und Manga-Bereich auseinandersetzen.

## Quizkategorien

### Classic Quiz
Die Quizrunde „Classic Quiz“ beinhaltet Multiple-Choice-Fragen mit 3 Antwortmöglichkeiten. Alle vier Kandidaten geben ihre Antwort einzeln ab. Das Team, welches am meisten Punkte erspielt, gewinnt die Runde.

### Emoji-Quiz
Im Emoji-Quiz werden verschiedene Charaktere aus Anime und Manga in einer Aneinanderreihung von Emojis dargestellt, die es für die Teams zu erraten gilt. Die Emojis werden einzeln nacheinander aufgedeckt. Die Teams können zu jeder Zeit buzzern, um ihre Antwort abzugeben.

### Details folgen
In diesem Quiz sind die Teams auf der Suche nach beispielsweise einem Anime- und Manga-Franchise oder einem bestimmten Charakter. Der Moderator liest nacheinander insgesamt fünf Aussagesätze über den gesuchten Begriff vor. Die Teams können immer buzzern, um ihre Antwort mitzuteilen.

### Wer kennt mehr?
Im Quiz „Wer kennt mehr?“ werden zu einem bestimmten Oberthema wie zum Beispiel „Inselnamen aus One Piece“ möglichst viele Antworten gesucht. Die Teams müssen abwechselnd eine zum Oberbegriff passende Antwort geben. Sobald ein Begriff zum gesuchten Thema falsch ist, eine Antwort doppelt genannt wird oder ein Team keine Antwort mehr weiß, endet die Runde und das jeweilige andere Team gewinnt.

### Fakt oder Fake
„Fakt oder Fake“ beinhaltet einen Videogruß eines Content-Creators aus der Anime- und Mangaszene. Innerhalb dieser Videobotschaft werden fünf Aussagen über ein bestimmtes Franchise aufgestellt. Die Teams müssen markieren, welche Aussagen der Wahrheit entsprechen und welche erfunden wurden. Das Team, welches mehr Aussagen richtig markieren konnte, gewinnt die Runde.

### Musikquiz
Eine Band spielt bekannte Anime-Intros und die Teams müssen erraten, zu welchem Anime das Lied gehört. Die Teams können jederzeit buzzern, um ihre Antwort abzugeben. Im Anschluss an das Rätsel und die gegebene Antwort wird eine Auflösung abgespielt.

### Zeichnen mit Harut
In der Quizrunde „Zeichnen mit Harut“ werden den Teams Zeitrafferaufnahmen gezeigt. In diesen Clips sehen die zwei Teams wie ein Anime- oder Mangacharakter von Harut Harutyunyan gezeichnet wird. Wer zuerst den Charakter erkennt, kann buzzern und die Antwort abgeben.

### Finale
In der finalen Runde treten die Teams im Rahmen einer Schnellraterunde gegeneinander an. Beide Teams erspielen sich in den vorherigen Runden eine Energiepunkteleiste. Mit dem richtigen Beantworten einer Frage kann ein Team dem anderen Team einen Energiepunkt abziehen. Wenn ein Team eine falsche Antwort gibt, verliert es einen eigenen Energiepunkt. Das Team, welches als erstes keine Energiepunkte mehr übrig hat, verliert das Finale und das jeweilige andere Team ist der Gewinner der Episode.